# Блінов Опанас Сергійович
Блінов Опанас Сергійович (18 січня 1904 , Удмуртські Ключі, Вятська губернія  — 23 червня 1961 , Москва ) — радянський діяч держбезпеки, генерал-лейтенант (1945, позбавлений звання в 1954), заступник міністра державної безпеки СРСР В. С. Абакумова. Депутат Верховної Ради СРСР 2-го скликання.

## Біографія
Народився в 1904 році в селі Ключі, Вятської губернії, в бідній селянській родині. Трудову діяльність розпочав у 1918 році. З 1927 року служив у міліції, був на адміністративній та господарській роботі. Член ВКП(б) з 1927 року.
У 1929 році на службі в ОГПУ, працював у повноважному представництві ОГПУ по Уралу, потім оперативним співробітником в УНКВС по Свердловській і Челябінській областях. З 1937 року керував Секретно-політичним відділом УНКВС Красноярського краю. З 1938 року був начальником відділення, заступником начальника слідчої частини 3-го Відділу ГУГБ НКВС СРСР. З 1939 року був начальником УНКВД/ УНКДБ по Іванівській і Куйбишевській областям.
З 1942 року начальник 3-го (Секретно-політичного) Управління НКВС СРСР. З 1943 року начальник УНКДБ/ УМДБ Московської області. З 1946 року призначений заступником міністра державної безпеки СРСР, в 1948 році керував обшуком у Маршала Радянського Союзу Георгія Костянтиновича Жукова.
У серпні 1951 після арешту В. С. Абакумова, Блінов був звільнений з органів держбезпеки. У 1954 році «за фактами, що дискредитують звання генерала держбезпеки», Постановою Ради Міністрів СРСР — позбавлений звання генерал-лейтенанта.
З 1951 по 1956 роки працював головним контролером по промкооперації Міністерства держконтролю РРФСР, помер в 1961 році в Москві.